# بيتر بودن
بيتر بودن (بالإنجليزية: Peter Boden) هو لاعب رماية بريطاني، ولد في 18 سبتمبر 1947 في Newcastle-under-Lyme ‏ في المملكة المتحدة.

## وصلات خارجية
- بيتر بودن على موقع أوليمبيديا (الإنجليزية)
- بيتر بودن على موقع اتحاد ألعاب الكومنولث (مؤرشف) (الإنجليزية)